# Ebenezer Akwanga
Ebenezer Derek Mbongo Akwanga é um ativista pela independência da Ambazônia. Ele é o presidente do Movimento de Libertação do Povo Africano, um movimento separatista ambazoniano, e dirige seu braço armado, as Forças de Defesa dos Camarões do Sul (SOCADEF). Ex-aluno da Universidade de Buea, ele e seu colega ativista Ayaba Cho Lucas fundaram uma associação estudantil pró-independência. Seu movimento logo foi banido e, em 1997, Akwanga foi preso por seis anos. Após sua fuga da prisão, juntou forças com o Conselho Nacional de Camarões do Sul (SCNC). Quando este se dividiu em várias facções, tornou-se o líder do Conselho de Libertação dos Camarões do Sul (SCYL) que acabou se transformando no Movimento de Libertação do Povo Africano (APLM). Em março de 2019, supervisionou a participação do movimento na fundação do Conselho de Libertação do Sul dos Camarões, na tentativa de formar uma frente unida. Akwanga também é um defensor do caso biafrense e tem discursado em favor de uma aliança entre os movimentos de independência ambazônicos e biafrenses. Também demanda referendos sobre a independência nos antigos Camarões do Sul (incluindo Bakassi) e Biafra.